# Sérgio Cruz
Sérgio Manoel da Cruz (Salgueiro, 6 de agosto de 1942) é um jornalista, escritor e político brasileiro, radicado no Mato Grosso do Sul.

## Biografia
Filho de Manoel Laudemiro Rodrigues e Emília Maria da Cruz, nasceu no estado de Pernambuco, de onde mudou-se aos oito anos de idade, quando uma seca levou a família a se retirar, mudando-se para a cidade Junqueirópolis e em seguida para Paulicéia, no estado de São Paulo.
No ano de 1960, Sérgio Cruz (como é mais conhecido) se mudou para o antigo estado de Mato Grosso, em busca de alternativas ao duro trabalho rural. Neste mesmo ano, aos 18 anos e tendo completado somente até a 4° série do ensino fundamental, encontrou seu primeiro emprego urbano na Radio Clube de Dourados (atualmente no Mato Grosso do Sul). Complementou seus estudos posteriormente, diplomando-se em Economia na cidade de Marília, São Paulo.

## Honras
- Título de Cidadão Sul-mato-grossense em sessão solene do dia 2 de setembro, da Assembléia Legislativa do Mato Grosso do Sul, titulo de cidadão campograndense, cidadão douradense e cidadão novohorizontino.

## Jornalismo
Ao longo de sua carreira na imprensa, o jornalista, radialista e apresentador atuou em várias emissoras de radio, como a Rádio Clube de Dourados (MS), Rádio Brasil (SP), Rádio Voz D’Oeste (MT), Rádio Clube de Santo André (SP), etc., e emissoras de televisão como TV Caiuás (MS), TV MS (MS), TVE Regional (MS) e TV Guanandi (MS). Foi ainda responsável pela fundação da WebTV Viamorena.
Sérgio Cruz escreveu para praticamente todos os jornais do estado de Mato Grosso do Sul, também dirigindo o semanário Panfleto e os diários Jornal do Povo e Primeira Hora. Atualmente (2015) é comentarista político na Radio Capital FM de Campo Grande (MS).

## Literatura
No campo da literatura contribuiu como autor das seguintes obras:
- Guerra ao Contrabando, depoimento de um sobrevivente - Relata a ação dos contrabandistas em MS e detalha atentado sofrido pelo autor, atribuído ao crime organizado.
- Pantanal, estado das águas – Defende a mudança de nome do estado de Mato Grosso do Sul para Estado do Pantanal.
- Por que mataram o doutor Ari? – Conta a história da morte de Ari Coelho de Oliveira (prefeito de Campo Grande assassinado em 1952 na cidade de Cuiabá - MT).
- Sangue de Herói – Conta a vida, a obra e o assassinato de Amando de Oliveira (vereador de Campo Grande assassinado em 1914).
- Datas e Fatos Históricos – Que apresenta excertos da história de Mato Grosso do Sul a partir das principais efemérides.

## Política
Sua primeira filiação política foi no antigo PTB, antes do golpe de 1964. Em 1968 filiou-se ao MDB (partido de oposição ao Regime Militar), militando firmemente contra a ditadura.
Sendo eleito como Deputado Estadual em Mato Grosso (1975 a 1979), Sérgio Cruz participou ativamente do movimento divisionista que resultou na criação do estado de Mato Grosso do Sul (1977), presidindo a Comissão de Acompanhamento do Processo de Divisão de Mato Grosso, na Assembléia Legislativa em Cuiabá-MT. Dividido o Estado em 1977, optou pelo novo Estado, Mato Grosso do Sul, onde foi eleito deputado estadual (1979 a 1983) ainda pelo MDB. Foi líder da oposição na Assembleia estadual constituinte e na Assembleia Legislativa. 
Foi candidato a prefeito de Campo Grande em 1976 (MDB) e em 1985 (PDT).  
Elege-se deputado federal pelo PMDB (1983-1987), atuou como titular da Comissão de Finanças (1983) e foi presidente da Comissão do Índio (1986). Representou também a Câmara dos Deputados em solenidades como o aniversário da emancipação política-administrativa do Município de Aquidauana, MS, em 1983 e na 3ª Reunião Regional da Sociedade Brasileira para o Progresso da Ciência- SBPC, Campo Grande, MS, em 1986. Participou oficialmente de missões internacionais: 1985, observador do Congresso Nacional junto às eleições parlamentares da Nicarágua e em 1986, convidado pelo partido da Social Democracia, em congresso de apoio à democracia chilena, em Santiago do Chile, durante a ditadura de Augusto Pinochet.
Na Câmara dos Deputados foi autor: PEC criando a Assembleia Nacional Constituinte, PEC criando tribunais regionais do trabalho em todos os estados e Distrito Federal, projeto criando bolsa-escola para o segundo grau, projeto criando a Universidade Federal da Grande Dourados e projeto criando cursos noturnos na universidades públicas.

## Mandatos
- Deputado Estadual em  Mato Grosso de 1975 a 1979[1]
- Deputado Estadual em  Mato Grosso do Sul de 1979 a 1983[1]
- Deputado Federal por  Mato Grosso do Sul de 1983 a 1987[1]